# História de Itaquaquecetuba

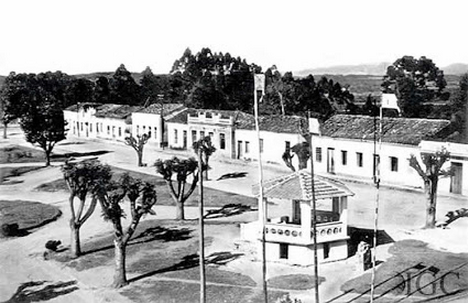
A praça central da cidade em meados do século XIX, época de sua emancipação. Muitos donatários das terras adjacentes às aldeias de São Miguel Arcanjo abandonaram o município por culpa de desentendimentos com jesuítas, levando a se instalarem ao redor da hasta pública.

A história de Itaquaquecetuba, município brasileiro de São Paulo, remonta origens indígenas consolidada por povos guaianases e tupis. Posteriormente, tornou-se reconhecida como uma das 12 aldeias fundadas pelo padre jesuíta José de Anchieta, durante sua longa permanência no Brasil colonial. Dois séculos depois, ainda intitulada distrito de Mogi das Cruzes, é emancipada em 1953, referindo-se até os dias atuais como centro estadual.
Sua origem contempla a fundação da capela católica de Nossa Senhora d'Ajuda, que foi fundada pelo próprio padre em 8 de setembro de 1560, sendo nomeada após a santa por missionários católicos em 1624.

## Etimologia

Do tupi: takûakysé taquara-faca (taquaras usadas para se fazerem facas), e tyba, ajuntamento. Ambos os termos estão em relação genitiva, o que dá a ideia de origem, procedência, e enseja a inversão dos termos (conforme indicam as setas). Takûakysé, por sua vez, vem de takûara, taquara, e kysé, faca. Ao contrário do que parece, o nome do município não possui a palavra itá (pedra) em sua etimologia.

Em um breve período de tempo, Itaquaquecetuba manteve o nome de "Vila da Nossa Senhora d'Ajuda" e, em princípio, sua primeira forma denominada foi de origem tupi, taquaquicé-tuba, sendo responsável por, posteriormente, prover ao nome Itaquaquecetuba, que abordava o "tacuakyssé", uma espécie de taquara que servia para fazer instrumentos cortantes, tal a navalha, sendo uma gramínea abundante em Itaquá. Significando, portanto, um local de "ajuntamento de taquaras-faca", através de junção dos termos takûara (taquara), kysé (faca) e tyba (ajuntamento).  
Itaquaquecetuba já recebia esse topônimo quando era aldeia indígena, mas teve seu legitimo nome quando foi elevada à categoria de vila, passando a denominar-se de Vila de Nossa Senhora d’Ajuda, nome dado pelo então presidente da província de São Paulo, Bernado Gavião Peixoto, durante o século XIX, sendo este seu primeiro topônimo definido. Posteriormente, foi elevada à condição de distrito de Mogi das Cruzes, pela lei provincial nº 17, de 28 de fevereiro de 1838, passando a chamar-se de Itaquaquecetuba, nome que prevalece atualmente. O topônimo de Itaquaquecetuba vem de seus primórdios indígenas, quando a região era habitada por povos da nação tupi-guarani, no caso, os guaianases, tribo vinda de Guarulhos.
Quando estes povos se aglomeraram na região, começaram a cultivar alimentos para sua sobrevivência, como mandioca, milho, batata-doce, amendoim, feijão etc, no entanto, o principal cultivo abundante do povoado era a planta "tacuakyssé", uma espécie de bambu da Taquara, ou até mesmo proveniente da Taboca.
A rigor, o topônimo significa ajuntamento ou reunião de taquaras-faca (uma espécie de taboca ou taquara com cujos ramos, cortantes, se faziam facas), e é formado pela composição de takûara (taquara, taboca), kysé (faca) e tyba (ajuntamento, reunião, abundância), referindo-se a um imenso taquaral que existia na aldeia, no tempo de sua fundação, margeando os rios Tietê e Tipóia. O “i” parece que é uma prefixação arbitrária, isto é, não vem do tupi, e talvez tenha sido motivado pela grande quantidade de topônimos formados pela palavra pedra em tupi, que é itá.
O nome adotado nessa ocasião, de origem tupi, era proveniente de sua primeira forma taquaquicé-tuba, cujo significado completo é “lugar abundante de taquaras cortantes como facas”.

## História

### Origens, período pré-cabralino e primeiros povos
(...) recentes datações (...) das areias amostradas na cava da Itaquareia, em Itaquaquecetuba, SP, fornecem idades deposicionais variáveis de 47 000 (mais ou menos) 6 000 a 89 000 (mais ou menos) 12 000 anos.

— USP, trecho da Revista do Instituto de Geociências.Ver bibliografia
Compreende-se que a história do município de Itaquaquecetuba inicia-se desde seus primórdios de formação territorial. Sob o ponto de vista paleontológico, a área que atualmente consta como o município se formou há variáveis 47 000 ou 89 000 anos. Um estudo feito em Itaquareia (indústria que extrai minérios e outros suprimentos em Itaquaquecetuba), consolidou a ideia de que, há muitos anos, a região em que hoje é Itaquá tinha um rico conteúdo fossilífero, representado por macro e microrrestos palinomorfos (fósseis orgânicos, como ovos, sementes, e cutículas vegetais). A extração desses elementos (comumente feitos pela Itaquareia), e da areia na escavação da empresa, forneceram uma idade deposicional da formação de Itaquaquecetuba, que, como dito anteriormente, é variável e bastante antiga.
A região do atual estado de São Paulo já era habitada por povos indígenas desde aproximadamente 12 000 a.C. – sendo que esta aglomeração indígena iniciou onde hoje é o interior de São Paulo, e depois começou a se expandir para todo o estado paulista –, posteriormente, os povos indígenas, principalmente os tupi-guaranis, invadiram o litoral do estado por volta do ano mil, procedentes da Amazônia durante os deslocamentos nomadistas. Após a costa do Brasil no século XI ter sido distribuído por grupos indígenas, a maior parte deles (mas não todos) dos povos tupi-guarani, este grupo começou a povoar a região que hoje é Itaquaquecetuba por volta do século XII, aproximadamente na metade da década de 1100, a rica proliferação de árvores na região da cidade – em especial ao taquaral que margeava os rios Tietê e Tipoia – fizeram com que os povos se aglomerassem em comunidades de subsistência para que os cultivassem, inciando um povoado agrícola-intensivo. Durante o crescimento dos povos indígenas em Itaquaquecetuba, era comum o cultivo de palmeiras, batata-doce, mandioca, milho, amendoim, feijão etc, assim como em Indaiatuba.

### Fundação da aldeia e colonização
Itaquaquecetuba, aldeamento anchietano  (1560, 1580?), tem sua capela dedicada a Nossa Senhora da Ajuda em 1624.

— Augusto Bicalho, trecho de seu livro de 2005.Ver bibliografia

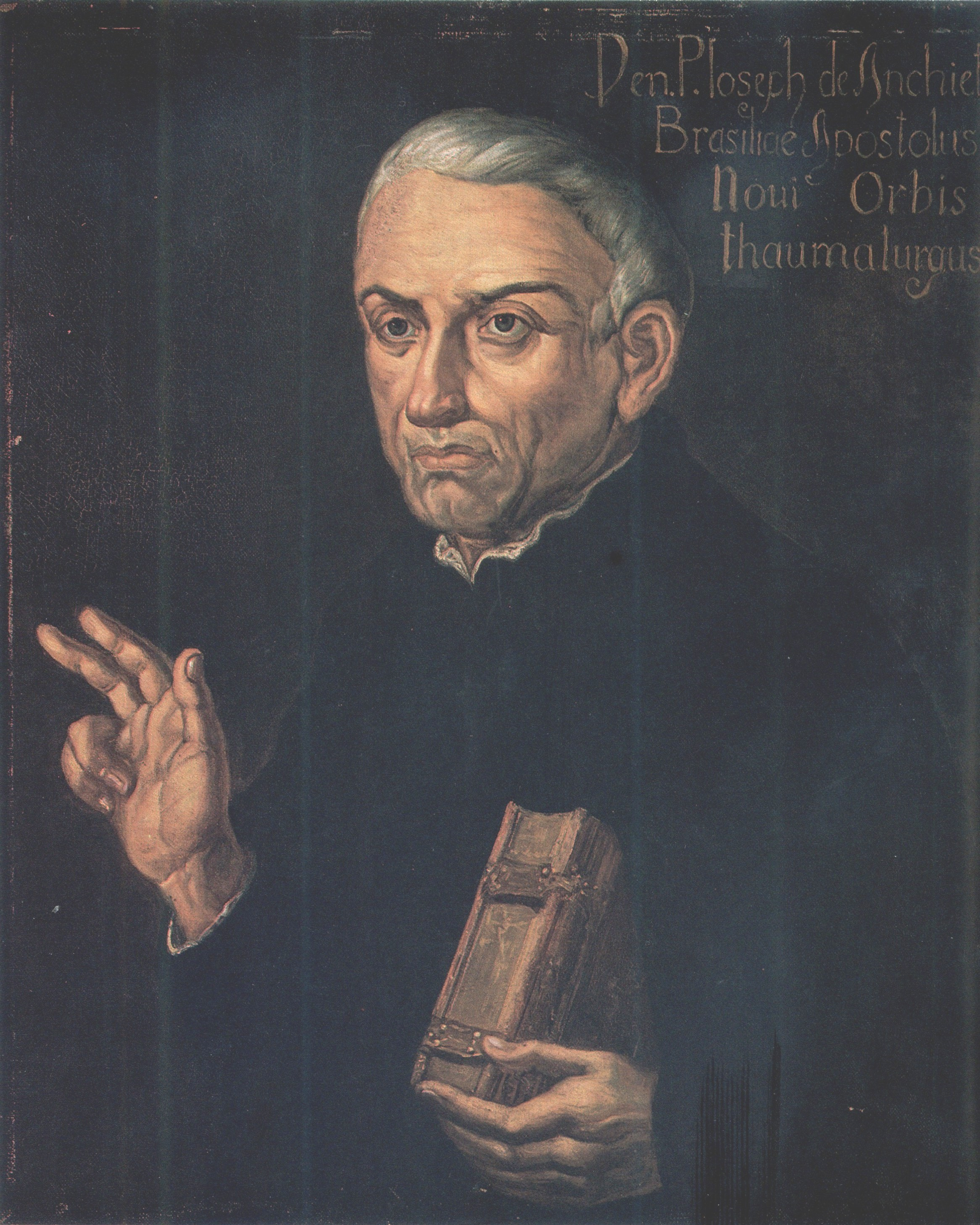
José de Anchieta (1534-1597). Padre que fundou a aldeia de Itaquaquecetuba em 1560-1563, junto com seus missionários jesuítas.

José de Anchieta, padre jesuíta nascido na Espanha, foi indicado por sacerdotes para vir ao Brasil Colonial, em 1553, a fim de ajudar o padre Manuel da Nóbrega na evangelização dos índios. Chegando a região de Piratininga (que posteriormente se elevaria a Vila, e mais tarde receberia o nome de 'São Paulo de Piratininga'), José de Anchieta junto com Manuel da Nóbrega e outros padres, iniciou ali um povoado, em janeiro de 1554. Anos mais tarde, após a realização bem sucedida de catecúmenos entre os nativos, Anchieta soube como era necessário a catequização da maioria dos povos indígenas da região, e juntamente com vários missionários jesuítas, percorreu caminhos próximos ao ribeirão Anhangabaú e Tamanduateí, que banhavam a vila e desaguava em outro rio.
Já margeando o rio Tietê, que cortava São Paulo de Piratininga, os padres chegaram onde hoje é Itaquaquecetuba, e em aproximadamente 1560 ou 1563, foi fundada Itaquá, junto com outras 12 aldeias.
Até por volta de 1810, a área onde está situada a região do município de Santa Bárbara d'Oeste não passava de mata virgem. Naquele ano, o lugar começou a ser desbravado com a abertura de uma estrada de rodagem ligando a freguesia de Santo Antônio de Piracicaba à Vila de São Carlos de Campinas. Com essas obras, descobriu-se uma região de solo massapé propício para o cultivo e banhada por muitas águas. A partir disso, novas sesmarias foram demarcadas para venda.[13]
foi fundada em aproximadamente 1563, quando o padre José de Anchieta, juntamente com vários missionários, chegou à região, com a finalidade de catequizar os índios e neste local iniciaram o povoado.
Em 1624, foi construída a Capela Nossa Senhora da Ajuda. O povoado por muito tempo permaneceu sem progresso até que, em 1838, tornou-se freguesia, fixando o nome dessa como Itaquaquecetuba.
A partir de 1925, Itaquaquecetuba viveu um grande período de crescimento e prosperidade, motivado pela chegada da Estrada de Ferro Central do Brasil.
O primeiro Censo realizado na Aldeia de Nossa Senhora D'Ajuda, em 1765, apresentou os seguintes resultados: 59 "iogos" que eram habitados por 109 mulheres e 117 homens.
Pouco cresceu a aldeia que neste estado permaneceu quase 200 anos. Foi com a inauguração da Variante da (EFCB), em 1925 que Itaquaquecetuba começou a crescer e a prosperar.

### Criação da estação ferroviária de Itaquaquecetuba
Dois séculos depois, Itaquaquecetuba torna-se distrito de Mogi das Cruzes e, após a emancipação de 28 de outubro de 1953, é elevada a categoria de município independente, sendo, atualmente, uma das cidades mais antigas do estado de São Paulo. Boa parte de seu desenvolvimento se deu a construção da primeira estação ferroviária de Itaquaquecetuba em 1926, antes da emancipação da cidade. O topônimo indígena Itaquaquecetuba, que significa "abundância de taquaras que cortam", deve-se à existência, na época da fundação da Aldeia, de imenso taquaral, margeando os Rios Tietê e Tipóia.
Inaugurada em 07 de fevereiro de 1926, com acesso a elevadores e parcialmente adaptado para portadores de deficiência. A variante de Poá, também chamada de variante de Calmon Viana, teve a construção iniciada em 1921, mas a linha foi aberta somente em 1 de janeiro de 1934, depois de uma interrupção de oito anos nas obras. Com o tempo, foi se transformando em linha de trens de subúrbio, os trens metropolitanos de hoje, e é uma das linhas mais movimentadas da CPTM em São Paulo, embora com os piores trens.

### Demografia
Segundo o último Censo Demográfico a população de Itaquaquecetuba é de aproximadamente 350.000, e que votam neste distrito aproximadamente 140.000, com uma população aproximadamente de 86% de nordestinos.

## Emancipação de Mogi das Cruzes
A cidade até o dia 28 de outubro de 1953 foi distrito de Mogi das Cruzes, ano em que conseguiu conquistar sua emancipação política  e administrativa. O primeiro prefeito a administrar o município foi Eugênio Victorio Deliberato, que tomou posse no dia 1º de janeiro de 1955.
O desenvolvimento de Itaquaquecetuba, no entanto, teve início em meados de 1624, ano no qual o padre João Álvares decidiu construir um oratório em louvor a Nossa Senhora D’ Ajuda iniciando o processo de povoação do município. Hoje no local onde foi instalado o oratório funciona a Igreja Matriz, na Praça Padre João Álvares.
Até meados dos anos 80 ou 90, ocorriam na praça da Igreja da Ajuda as festas da Santa Cruz, na qual, um grande cruzeiro era erguido em frente ao templo, o que era imitado pelos moradores, que fincavam cruzes menores em frente às casas. Após a missa, ocorriam as rezas feitas pelos capelães aos pés da Santa Cruz, e diante dela eram feitas as chamadas "voltas" da dança da Santa Cruz, ao som de violas e sapateados, seguindo uma estrutura semelhante ao que acontece até hoje na Aldeia de Carapicuíba. Hoje, a festa no Largo da Matriz foi extinta, permanecendo viva somente em pagamentos de promessas nas áreas rurais e Itaquá e de cidades vizinhas, como Mogi das Cruzes, Arujá e Guararema. Perdendo os moldes de antigamente, por vezes tem lugar a festa de São Benedito, que é ladeado da Santa Cruz, a fim de manter, mesmo que de forma pequena, um traço da história.
A denominação reduzida para Itaquaquecetuba ocorreu somente no século XX, quando se separou de Mogi das Cruzes, com sua elevação a município, e com o território do respectivo distrito, pela lei Nº 2.456, de 30 de dezembro de 1953, posta em execução a 01 de janeiro de 1954. Como município, ficou constituído de um único distrito, o de Itaquaquecetuba.